# Філонов Костянтин Павлович
Костянти́н Пáвлович Філóнов (7 травня 1921 — 20 жовтня 1998) — російський та український зоолог, еколог, мисливствознавець, фахівець природоохоронної справи. Автор ґрунтовних досліджень птахів та ссавців. Доктор біологічних наук. Протягом низки років працював в Україні.

## Біографія[1]
Костянтин Павлович Філонов народився 7 травня 1921 року в місті Воронеж (Росія) в родині залізничного службовця . 1926 року родина переїхала до Німчиновки у Підмосков'ї. Костянтин 1929 року почав навчання у місцевій загальноосвітній школі (1929), яке продовжив у столиці. Одержавши атестат про середню освіту, він поступив до Московського авторожного інституту (1940). Навчання перервала війна. 2 вересня 1941 року комсомолець добровільно став до лав Червоної армії.
Він служив піхотним та артилерійським розвідником на Ленінградському, 1-му та 2-му Білоруським фронтах — рядовим, єфрейтором, молодшим сержантом, сержантом. У березні 1943 року на Смоленщині від одержав поранення, потрапив до шпиталю, а після лікування повернувся на фронт. Витяги з його нагородних листів:
 «Ефрейтор Филонов во время боя взвода пешей разведки батальона с немецкой разведкой в рне Бол. Триселы 29.10.1942 по команде командира отделения с криком „ура“ смело бросился в атаку на зашедшую с тыла группу немцев, уничтожая противника огнём и гранатой. Немцы в панике стали разбегаться по лесу. Филонов с группой красноармейцев своего отделения, отрезав противнику отход влево, лично уничтожил двух убегавших солдат противника…»
«Ефрейтор Филонов при выполнении боевого задания взводом пешей разведки <…> 22.11.1942 по захвату контрольного пленного. Добровольно изъявил желание действовать в группе захвата <…>  смело бросился на группу немецких солдат, подошедших к засаде взвода<…> Открыв огонь из автомата, ефрейтор Филонов в упор расстрелял четырёх немецких солдат и, без потерь захватив контрольного пленного, доставили его в часть…»
День Перемоги він зустрів на Ельбі, на посаді старшого обчислювача штабної батареї, який вміло засікав координата ворога і передавав їх на вогневі позиції артилеристам. Здібного бійця відрядили до Військового інституту іноземних мов (Москва), німецьке відділення якого він і закінчив (1946).
Після демобілізації він працював спостерігачем агрометеостанції, а потім літературним редактором столичного Гідрометеоцентру. В цей же період він навчається заочно — закінчує інститут підвищення кваліфікації (1946—1948), опанувує редакторську справу у Московському поліграфічному інституті (1948—1954) і (з 1952) навчається ще й на мисливствозавчому факультеті Московського хутряного інституту (МХІ). Тут його викладачами стали знані зоологи М. О. Бобринський, Б. О. Кузнєцов, П. О. Майнтейфель, С. П. Наумов. Навчаючись одночасно у двох інститутах, Костянтин Павлович працює цензором Головліту, а потім — редактором біологічного відділу «Дитячої енциклопедії», яку готувало до друку видавництво «Педагогіка».
1955 року МХІ закривають, а його мисливствознавчий факультет переводять до Іркутська. К. П. Філонов продовжує заочне навчання у місцевому сільгоспінституті і у 1957 році одержує диплом біолога-мисливствознавця. При цьому з листопада 1955 року він очолює Баргузинський заповідник, а з 1958 року обіймає посаду заступника директора заповідника з наукової роботи. Невдовзі його запрошують на посаду заступника директора Башкирського заповідника, куди він і переїжджає. Тут він веде науково-дослідницьку та організаійну роботу, редагує «Праці» заповідника.
З 1963 року К. П. Філонова обирають доцентом кафедри зоології Мелітопольського педінституту, а з березня 1968 року він очолює її. «Мелітопольський» період життя вчений пізніше називав найщасливішим, бо до викладацької діяльності повернутися йому більше не судилося. Тут він читав лекції з зоології хребетних, зоогеографії, вів лабораторні заняття з зоології та спецкурси з екології та охорони природи і з особливою майстерністю — польові практики. Поза його увагою не лишався студентський зоологічний гурток. І коли той виборов перше місце у загальноінститутському замаганні, схвалив нагородження його безкоштовною експедицією до Криму і сприяв її успішному проведенню. Близьке спілкування зі справжнім вченим запалило інтерес до зоології і дало путівку в науку цілій групі мелітопольскіх студентів.
Умови провінційного міста, специфіка невеликого педагогічного вишу не давали можливості повноцінно розкритися потенціалу зрілого науковця. Восени 1970 року Костянтин Павлович з дружиною повернулися до Москви. Він працював в Центральній науково-дослідній лабораторії мисливського господарства і заповідників. 1979 року вчений захистив докторську дисертацію і з 1981 року обіймав посаду провідного наукового співробітника лабораторії морфології, екології та поведінки вищих хребетних тварин Інституту проблем екології і еволюції ім. О. М. Сєверцова РАН.
Незважаючи на завантаженість численними біжучими справами, Костянтин Павлович приїжджав до Мелітополя для фауністичних досліджень, екскурсій, збирання колекції ссавців та птахів для столичних музеїв.
У похилому віці вчений захопився живописом, багато малював, особливо у Дарвінському заповіднику, де часто бував.
Помер К. П. Філонов 20 жовтня 1998 року.

## Наукова діяльність
У 1950-х роках у Баргузинському заповіднику К. П. Філонов розпочав дослідження екології бабака Marmotha kamtschatica та зимуючих птахів. Матеріали щодо останніх лягли в основу його кандидатської дисертації «Роль екологічних факторів зими в житті птахів північно-східного узбережжя Байкалу». Він захистив її в Іркутському сільськогосподарському інституті.
Працюючи в Мелітополі, Костянтин Павлович виконав на базі Алтагірскої біостанції низку досліджень з інвентаризації орнітофауни та теріофауни Північного Приазов'я, її ландшафтного розподілу. За цей період він опублікував близько 20 праць, присвячених фауні регіону та її охороні. В цей же період вийшов друком переклад (спільно з дружиною М. М. Мережковською) класичного підручника Ф. Дарлінгтона «Зоогеографія».
В 1966 році в Алма-Аті К. П. Філонов брав участь у роботі Всесоюзної науково-практичної конференції «Охрана і раціональне використання дикої живоїх природи» . На ній він виступив із пленарною доповіддю «Проблеми заповідників та деякі шляхи їх вирішення». В ній він різко засудив руйнування заповідної мережі СРСРі та створення на її території так званих «заповідно-мисливських господарств» — місць полювання для обраних.
Після повернення до Москви, Костянтин Павлович вивчав екологію ссавців, головним чином, копитних. У його докторській дисертації досліджувалися «Особливості динаміки чисельності парнокопитних тварин (Arctiodactyla) в умовах заповідного режиму на прикладі родини Cervidae» (1979).
Важливе місце у науковій та організаторській діяльності К. П. Філонова посідала заповідна справа, проблеми охорони природи, особлива увага до вразливих видів і упорядкування полювання. Працюючи у Башкірському заповіднику, він розробив детальну методи ведення «Літопису природи» — щорічного зведення, де працівники заповідника регулярно занотовують первинні спостереження за його природою. Костянтин Павлович підготував і видав відповідні методичні рекомендації і його система ведення «Літопису» була запроваджена в усіх заповідниках СРСР. Він обстоював ідею недоторканості еталонних заповідних територій, надавав практичну допомогу їх працівникам, виконував обов'язки заступника голови Комісії по заповідникам АН СРСР та РАН. Крім того, він входив до редколегії журналу «Мисливство та мисливське господарство», працював як відповідальний редактор та рецензент численних наукових публікацій, опонент на захистах дисертацій.

## Основні наукові праці
| - Кольцевание и осенне-зимняя подкормка птиц в Баргузинском заповеднике // Охрана природы Сибири: (Материалы Первой Сибирской конференции 1958 г.). — Иркутск: Кн. изд-во, 1959. С. 70-72. | - Filonov C. P., Zykov C. D. Dynamics of moose populations in the Forest Zone of the European part of the USSSR and in the Urals // Naturaliste can. — 1974. — 101. — 605—613. |

Загалом у творчому доробку К. П. Філонова близько 200 наукових публікацій